# Upplands runinskrifter 443
Upplands runinskrifter 443 är ett vikingatida runstensfragment av granit vid Prästgården, Odensala socken och Sigtuna kommun. Runstenen är 0,65 meter hög och 0,65 meter bred. Runhöjden är 7 centimeter.

## Inskriften
Translitterering av runraden:
... eftiʀ a(y)... ... ...aþur sin : a...
Normalisering till runsvenska:
... æftiʀ Øy... ... [f]aður sinn ...
Översättning till nusvenska:
... efter ... sin fader ...